# Von (nordisk mytologi)
|  | Sammenskrivningsforslag Artiklen Von (nordisk mytologi) er foreslået føjet ind i Fenrisulven. (Siden august 2020) Diskutér forslaget |

 For alternative betydninger, se Von (flertydig). (Se også artikler, som begynder med Von)
Von er i nordisk mytologi en elv, hvis kilde er fråden fra Fenrisulvens mund.